# Gran Erg Oriental
El Gran Erg Oriental (en árabe: العرق الشرقي الكبير‎, al-'Irq al-Sharqī al-Kabīr) es una región desértica del noreste del Sahara comprendida entre Túnez y Argelia, un gran erg o campo o mar de dunas. Cubre un área de 190.000 km², de los que 35.000 km² están en territorio tunecino, y tiene forma de cuadrilátero, de unos 500 km de largo por 300 km de ancho. Está compuesto en dos tercios de dunas de arena que pueden alcanzar más de 250 metros. Está separada del Gran Erg Occidental, dos veces más pequeño, por una gran meseta rocosa.
Sus límites son:
- al este, las montañas de Jebel Dahar (Túnez) y la hamada El Homfl (Libia);
- al sur, la hamada Tinrhert (Argelia);
- al oeste, la meseta de Tademaït (Argelia);
- al norte, el Chott el Djerid (Túnez).

El Gran Erg Oriental está salpicado de oasis en su límite norte. En Túnez, los mayores oasis son Douz, Tozeur y Nefta, y, en Argelia, El-Oued y Touggourt. Recorrido desde siempre por caravanas, su principal actividad es el turismo saharariano, particularmente activo en Túnez. Ksar Ghilane es el oasis la más meridional.